# .mx
.mx (México) é o código TLD (ccTLD) na Internet para o México, criado em 1989 por Jon Postel da IANA, e delegado ao ITESM[carece de fontes?] - Instituto Tecnológico y de Estudios Superiores de Monterrey, que opera o NIC México.
Qualquer pessoa jurídica ou física nacional ou estrangeira pode registrar um domínio direto sob a zona raiz .mx em 2° nível, desde 31 de outubro de 2009. Também podem ser registrados domínios em 3° nível, com restrições.

## Categorias sob o .mx
.com.mx - Destinado a Uso Genérico e Comercial;
.net.mx - Destinado a Uso Genérico e para Empresas que Atuem na Internet;
.org.mx e .ngo.mx- Destinado a Entidades não Governamentais;
.edu.mx - Destinado a Entidades de Ensino Superior e Comunidade Científica;
.gob.mx - Destinado a Entidades do Governo
.mx - Destinado a Uso Genérico
Em 2010, foi registrado um crescimento no número de registro de domínios sob o ccTLD .mx, devido a abertura do registro diretamente sob a zona raiz .mx.